# 擬強牙齒口魚屬
擬強牙齒口魚屬為輻鰭魚綱仙女魚目帆蜥鱼亚目齿口魚科的一属。

## 下属物种
- 細眼擬強牙齒口魚(Odontostomops normalops)

## 擴展閱讀
維基物種上的相關：擬強牙齒口魚屬